# Emil Safer
Emil Safer (* 4. Juni 2005) ist ein österreichischer Fußballspieler.

## Karriere
Safer begann seine Karriere beim SR Donaufeld Wien. Zur Saison 2017/18 wechselte er zur DSG Play Together Now, zur Saison 2018/19 schloss er sich der DSG Teco7 Technopool an. Zur Saison 2019/20 wechselte er in die Jugend des SV Horn. Bei Horn rückte er zur Saison 2021/22 in den Kader der Reserve. In seiner ersten Saison kam er zu 20 Einsätzen für Horn II in der siebtklassigen 1. Klasse.
Im Jänner 2023 rückte Safer in den Profikader des Zweitligisten. Sein Debüt in der 2. Liga gab er im Juni 2023, als er am 30. Spieltag der Saison 2022/23 gegen den SKU Amstetten in der Startelf stand. Dies blieb sein einziger Zweitligaeinsatz für Horn. Zur Saison 2023/24 wechselte er zum Regionalligisten SR Donaufeld, bei dem er einst seine Karriere begonnen hatte.